# 9871 Jeon
9871 Jeon è un asteroide della fascia principale. Scoperto nel 1992, presenta un'orbita caratterizzata da un semiasse maggiore pari a 2,3701663 UA e da un'eccentricità di 0,1516939, inclinata di 5,57535° rispetto all'eclittica.